# Хараста
Хара́ста (араб. حرستا) — місто на південному заході Сирії, Розташоване на території мухафази Дамаск.

## Географія
Місто розташоване в південно-західній частині мухафази, в долині річки Барада, на відстані декількох кілометрів на північний схід від Дамаска, адміністративного центру провінції та столиці країни. Абсолютна висота — 712 метрів над рівнем моря.

## Демографія
За даними офіційного перепису 1981 року чисельність населення становила 25 657 осіб.
Динаміка чисельності населення міста за роками:
| 1981  | 2003  | 2013  |
| ----- | ----- | ----- |
| 25657 | 36441 | 45974 |

## Транспорт
Найближчий цивільний аеропорт — Міжнародний аеропорт Дамаска.